# Rhinella marina
Vous lisez un « article de qualité » labellisé en 2010.
Pour les articles homonymes, voir Bufo maculiventris.
« Crapaud buffle » redirige ici.  Pour le Crapaud buffle africain, voir Pyxicephalus adspersus.
Espèce
Statut de conservation UICN

 LC  : Préoccupation mineure
Rhinella marina, le Crapaud buffle, aussi Crapaud bœuf ou Crapaud géant, autrefois parfois nommé Bufo marinus, est une espèce d'amphibiens de la famille des Bufonidae. Ce crapaud est originaire d'Amérique centrale et d'Amérique du Sud, mais il a été introduit sur diverses îles d'Océanie et des Caraïbes. Il appartient au genre Rhinella, qui comprend diverses espèces de crapauds d'Amérique centrale et du Sud. Le Crapaud buffle est prolifique : les femelles pondent des centaines d'œufs regroupés dans un même amas. C'est un animal opportuniste, se nourrissant d'animaux vivants comme morts, ce qui est très inhabituel chez les anoures. Les adultes mesurent entre 10 et 15 cm de longueur. Le plus gros spécimen jamais rencontré pesait 2,65 kg pour 38 cm de long.
Le Crapaud buffle possède des glandes qui sécrètent du poison, et son têtard est très toxique pour la plupart des animaux susceptibles de l'ingérer. Du fait de sa voracité, le Crapaud buffle a été introduit dans diverses régions du Pacifique et des Caraïbes pour maîtriser les nuisibles en agriculture. Il est maintenant considéré lui-même comme un nuisible et une espèce invasive dans beaucoup de régions dans lesquelles il a été introduit. Le principal problème posé est l'empoisonnement de nombreux animaux par sa peau toxique.

## Description

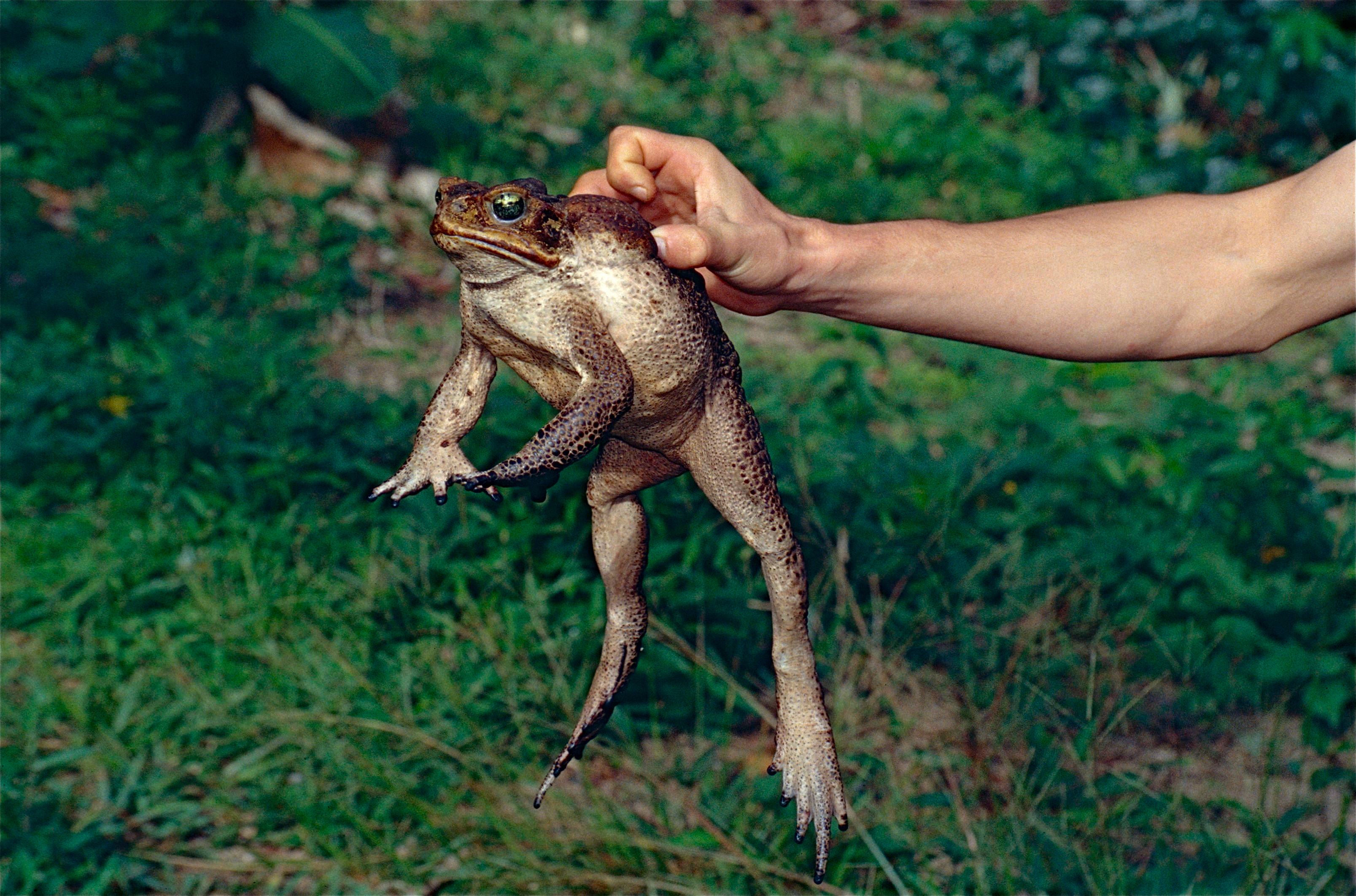
Femelle adulte de Crapaud buffle

Le Crapaud buffle est un crapaud de grande taille. On observe que les femelles sont significativement plus grandes que les mâles, atteignant une taille moyenne de 100 à 150 mm. « Prinsen », un crapaud gardé comme animal domestique en Suède, est enregistré dans le livre Guinness des records comme le plus gros spécimen jamais rencontré. Il pesait alors 2,65 kg pour 38 cm de long, et 54 cm en extension. Les plus gros crapauds se rencontrent dans les zones où la population est la moins dense. Leur espérance de vie est de 10 à 15 ans à l'état sauvage, mais ils peuvent vivre beaucoup plus longtemps en captivité, et un spécimen a vécu durant 35 ans.

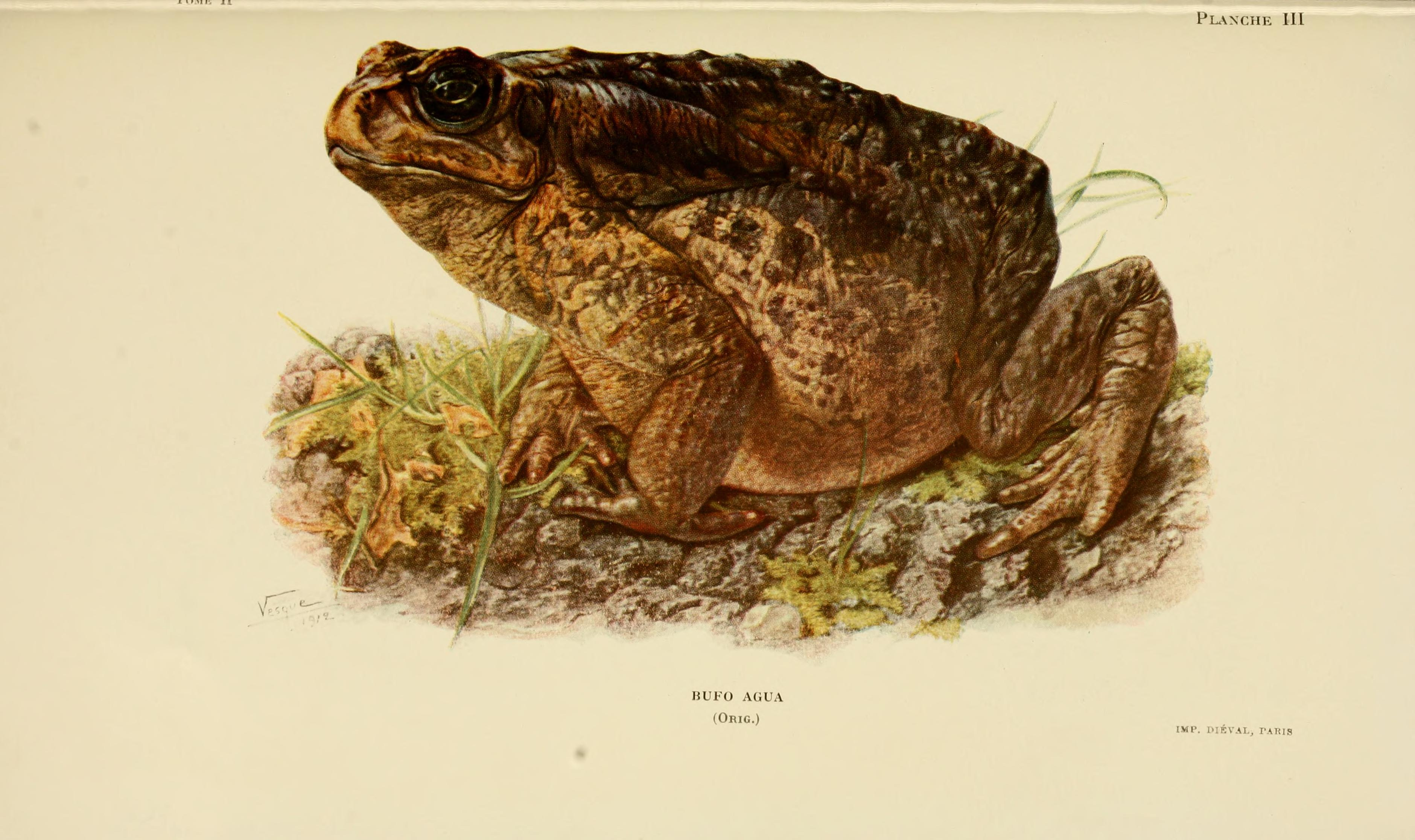
Planche zoologique, 1922
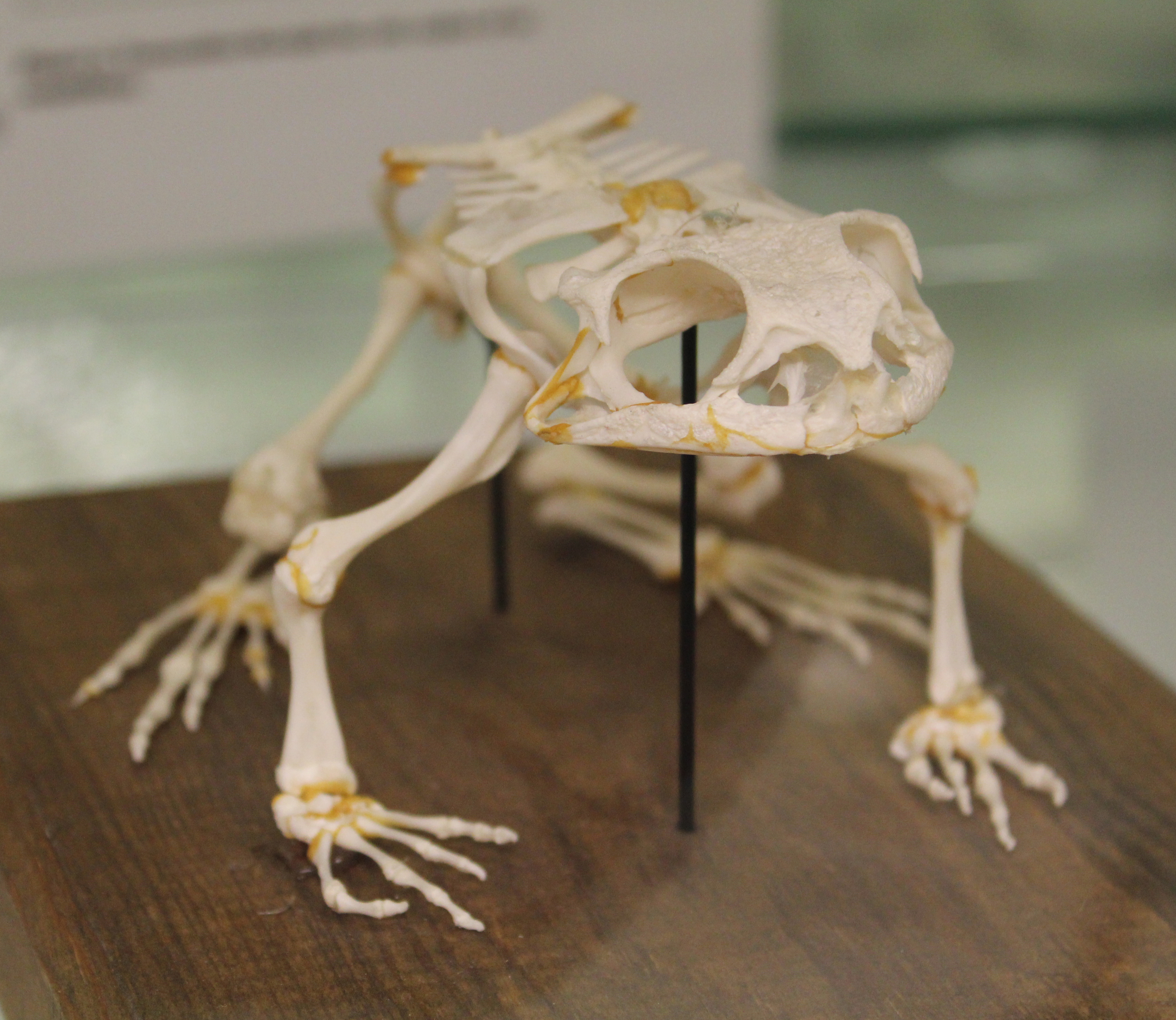
Squelette
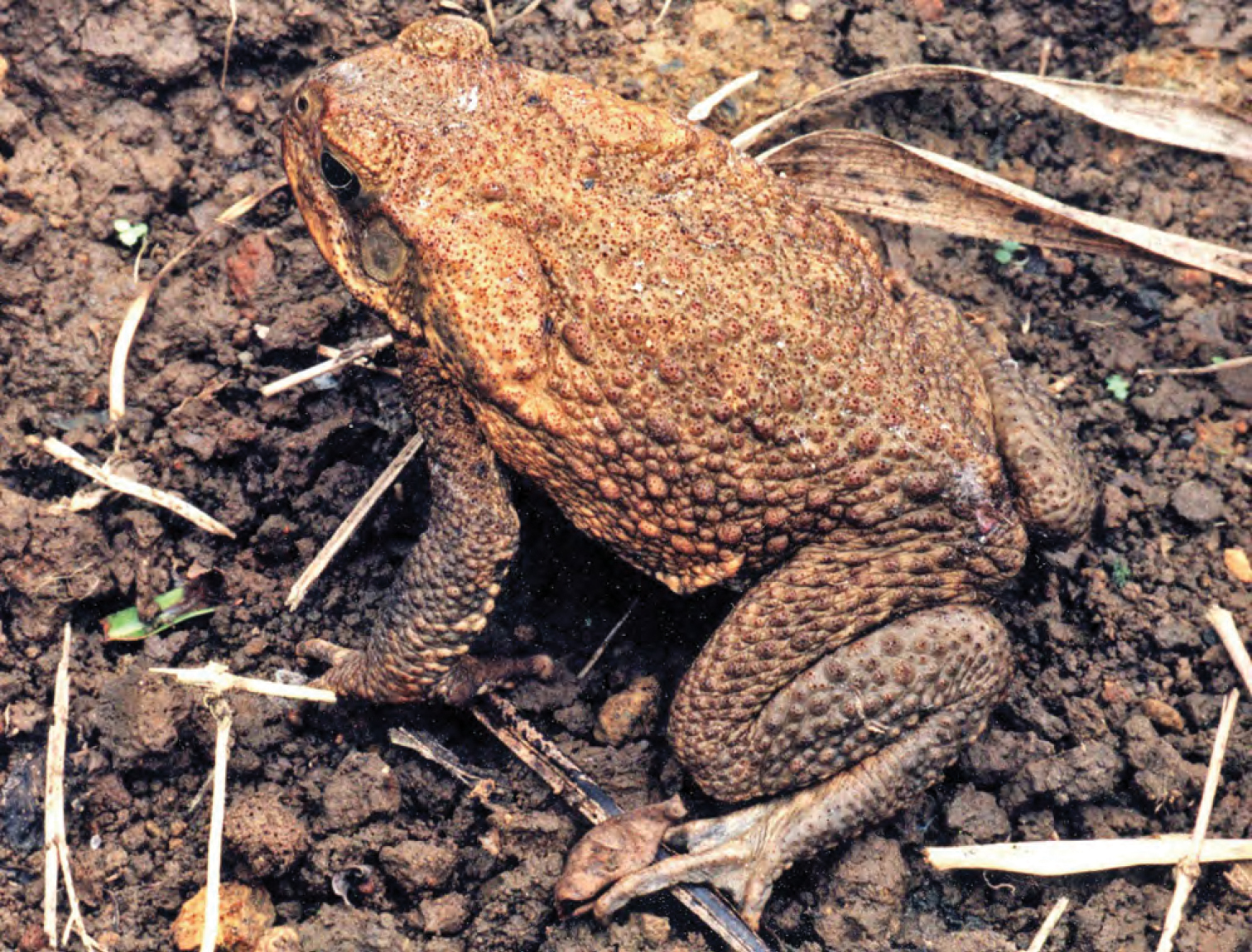
Vue de dos
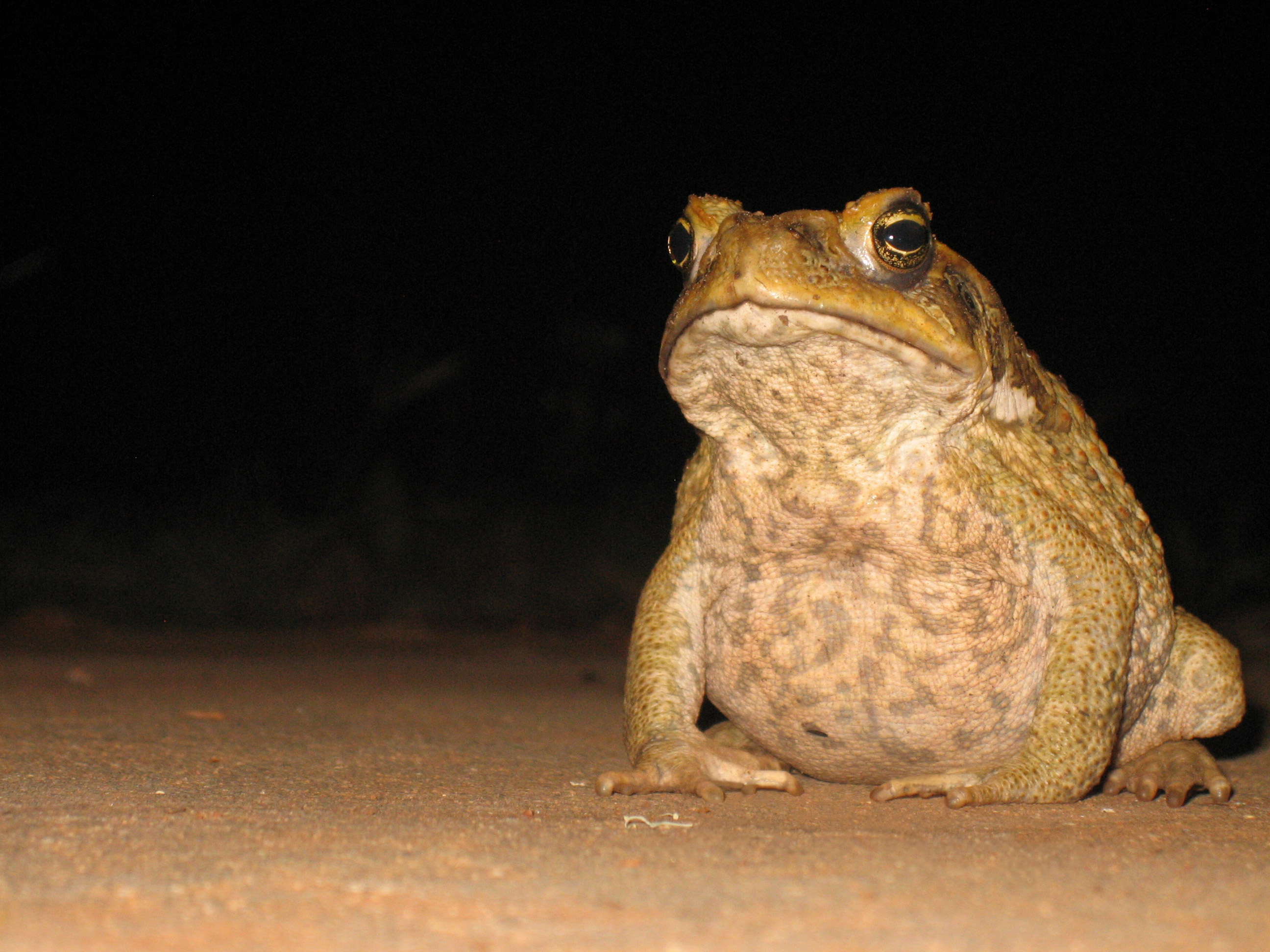
Face ventrale
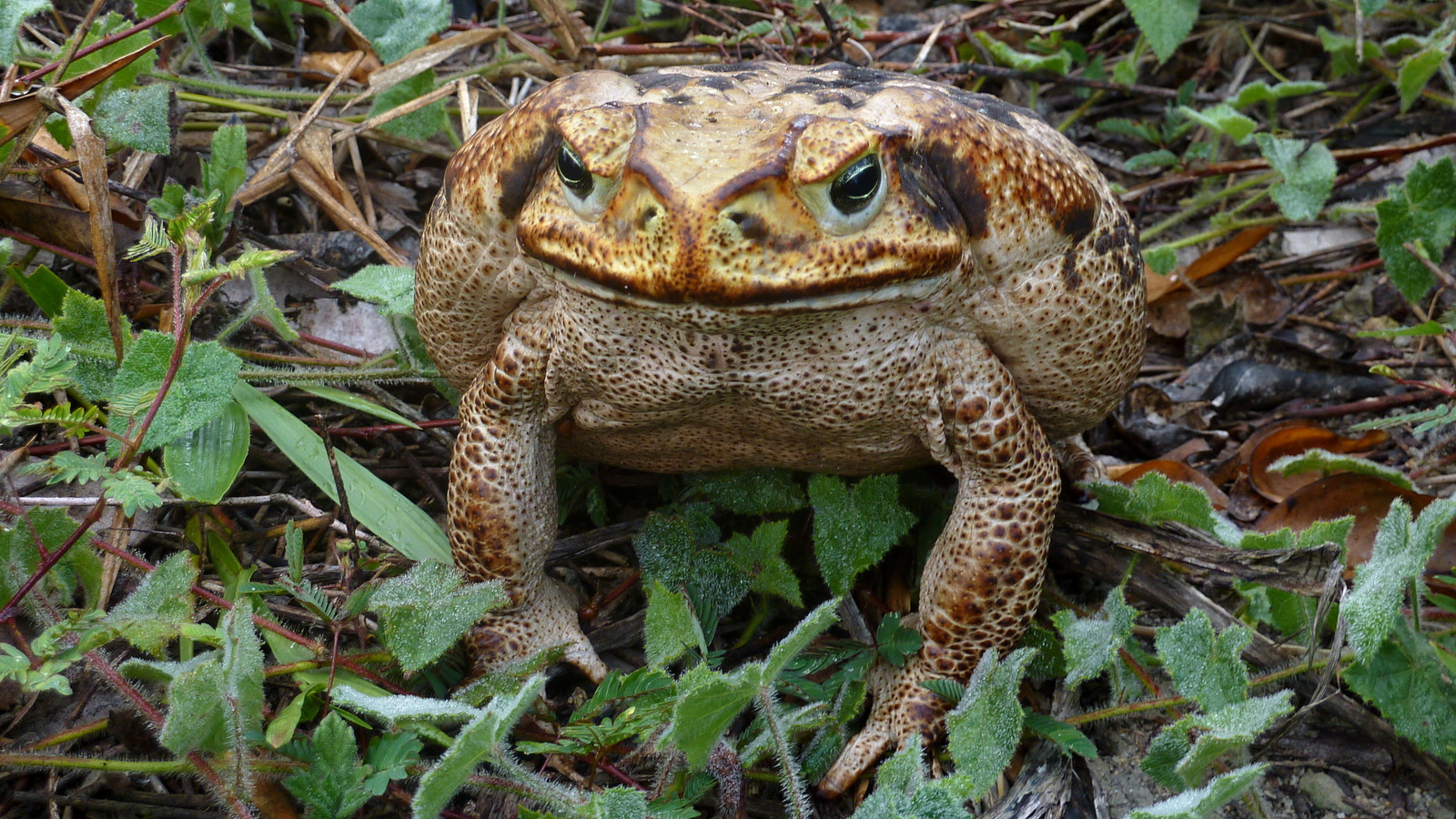
Vue de face
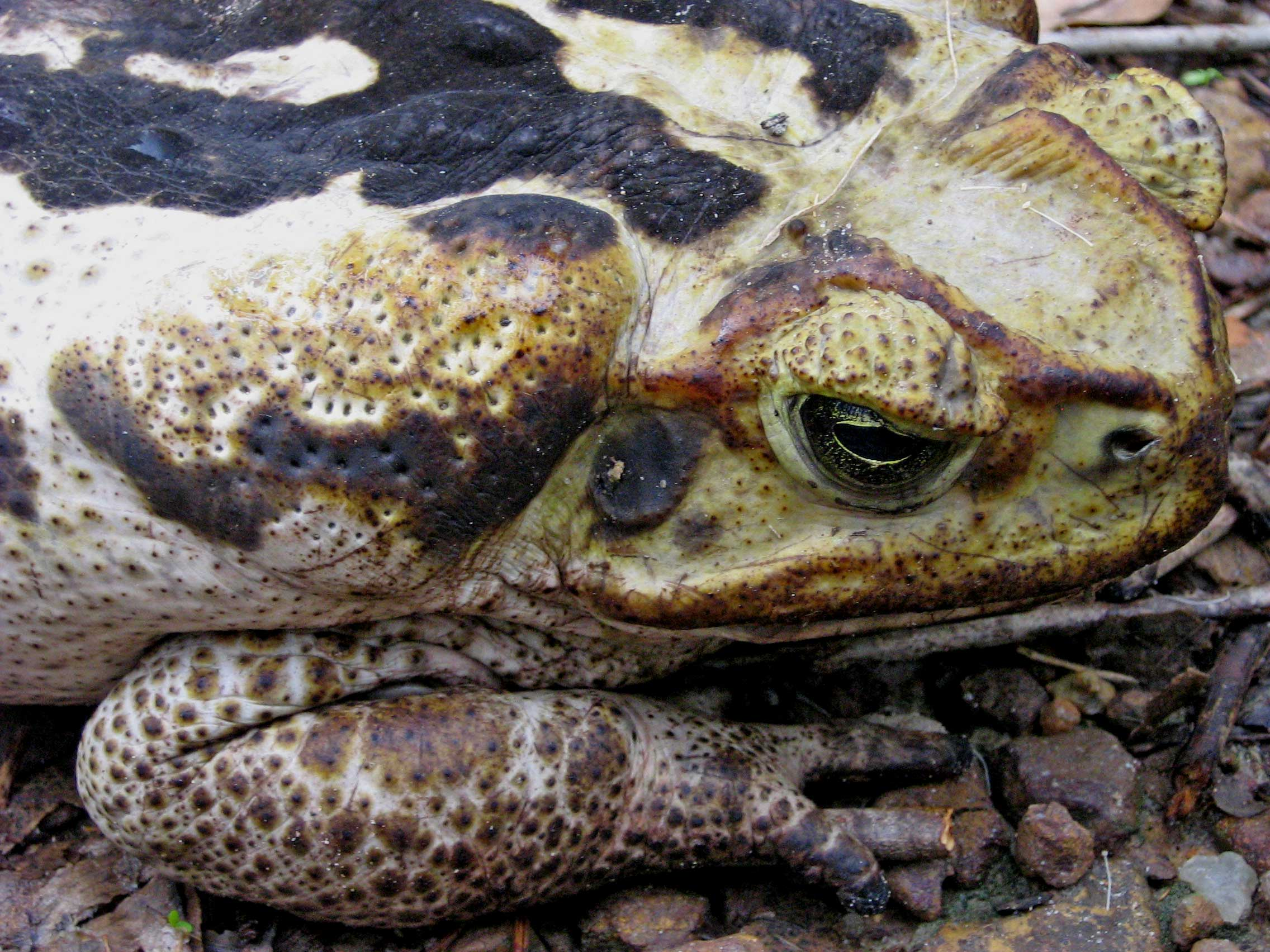
Détail antérieur (Mutation colorée, au Brésil)
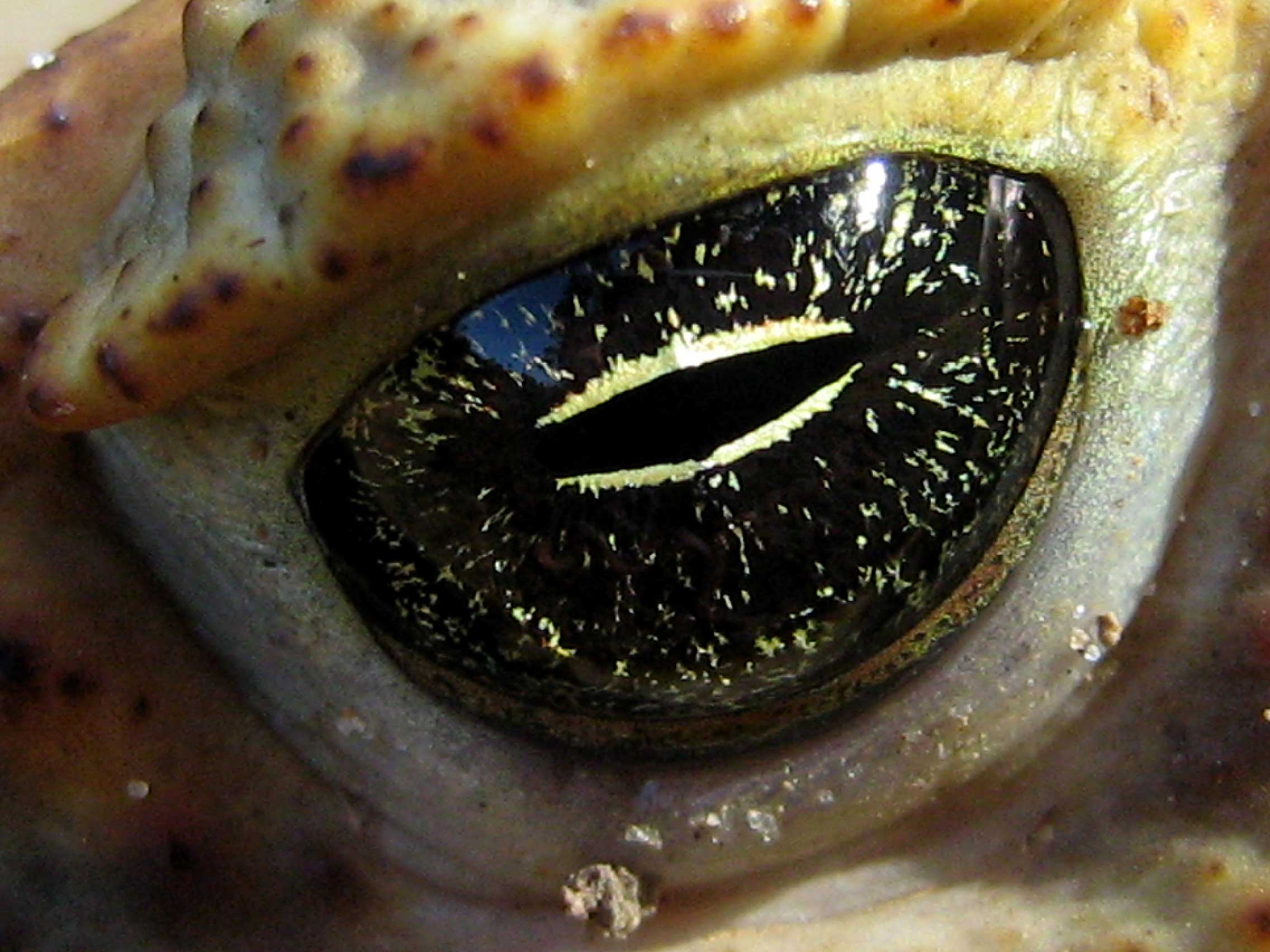
L'œil

La peau du Crapaud buffle est sèche et recouverte de verrues, localisées principalement de part et d'autre de la région lombaire, mais également disséminées sur les flancs et les membres postérieurs. Les Crapauds buffles peuvent être gris, jaunâtres, brun-rouge ou brun-olive, avec des motifs variables. Des glandes parotoïdes sont situées derrière chaque œil et recouvrent les épaules. Elles sont de forme rhomboïdale et particulièrement volumineuses par rapport à celles d'autres crapauds. On peut également observer de grandes différences dans la forme de ces glandes d'un individu à l'autre, ce qui est spécifique à cette espèce. Elles sont généralement lisses mais peuvent parfois être couvertes de petits tubercules épineux, et sont percées de pores peu rapprochés les uns des autres. Le ventre de l'animal est de couleur crème, parfois taché de noir ou de brun. Sa tête, de forme triangulaire et aplatie, est un tiers plus large que longue. Elle est légèrement concave sur le dessus et marquée sur ses bords par deux arêtes osseuses partant du museau pour rejoindre l'angle intérieur de l'œil. Les pupilles sont horizontales et l'iris est doré. Les orteils sont reliés à leur base par une fine peau charnue, mais les doigts ne sont pas palmés. Le premier orteil est légèrement plus long que le second, et on observe deux tubercules au niveau du talon.
Le jeune Crapaud buffle a généralement une peau uniformément foncée, bien que certains spécimens développent une coloration rouge délavé. Les jeunes n'ont pas les glandes parotoïdes des adultes, et sécrètent donc généralement moins de poison. Les têtards sont petits et uniformément noirs. Ils vivent au fond de l'eau et ont tendance à former des bancs. Ils mesurent de 10 à 25 mm de long.

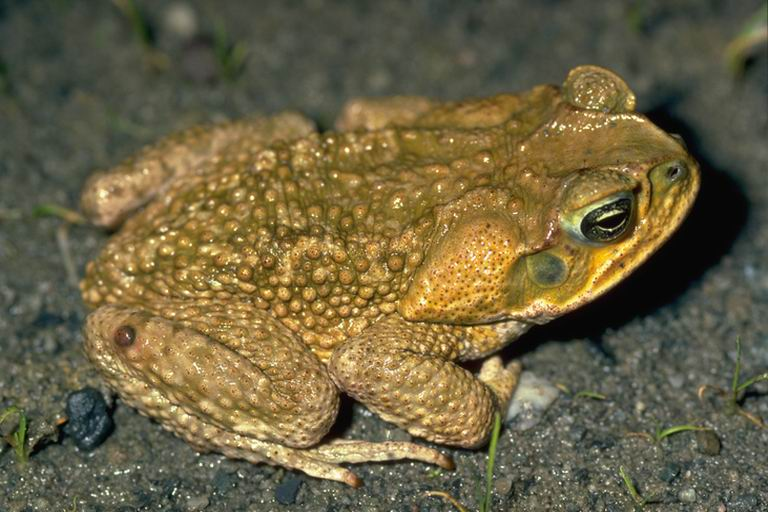
Crapaud buffle en Australie

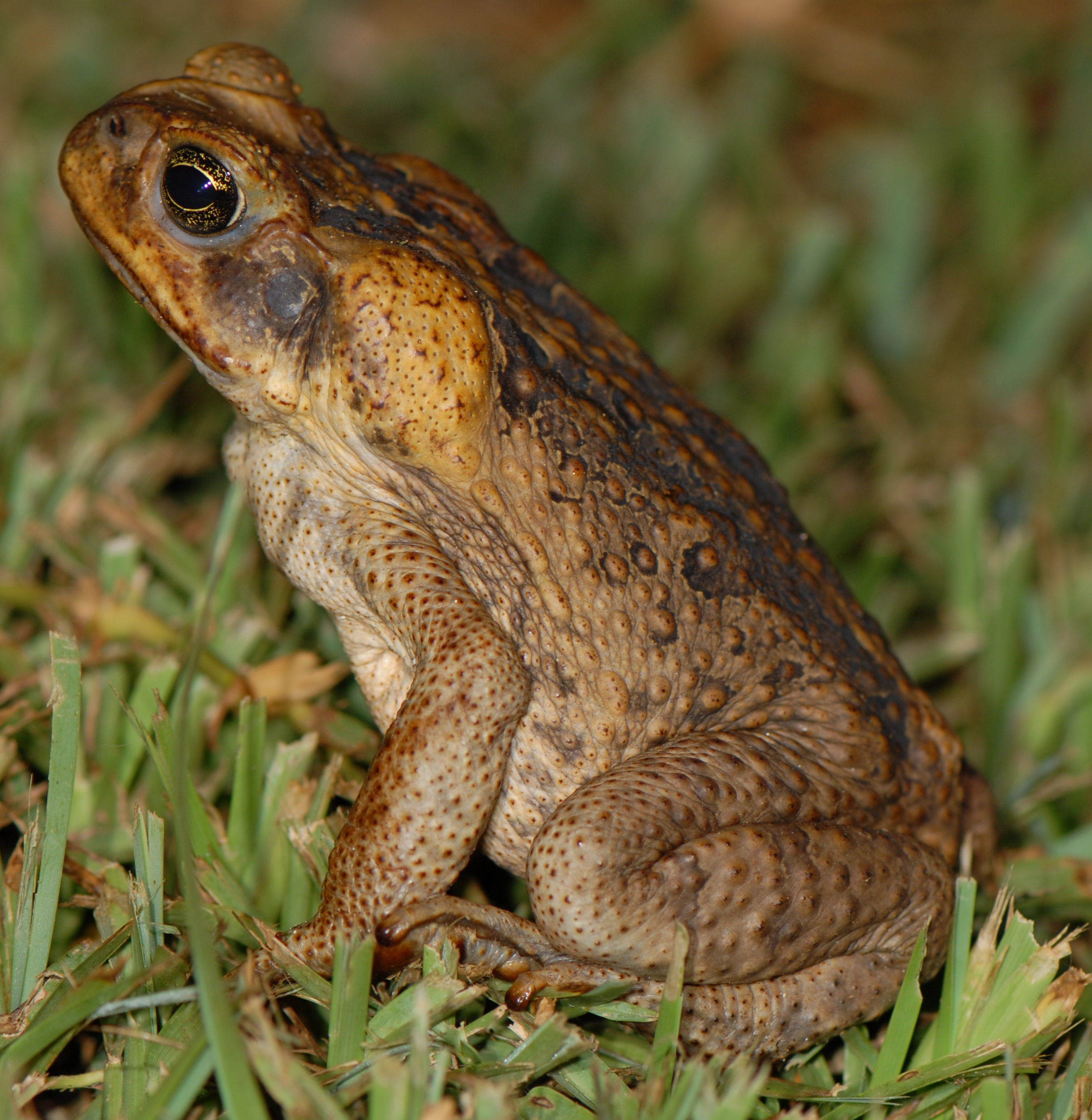
Crapaud buffle aux Bermudes

En Australie, les adultes peuvent être confondus avec des grosses espèces de grenouilles endémiques de l'île appartenant aux genres Litoria, Cyclorana et Mixophyes. Ces espèces peuvent être distinguées du Crapaud buffle par l'absence de grandes glandes parotoïdes derrière les yeux et l'absence de crête entre les narines et les yeux. Les Crapauds buffles sont parfois confondus avec Heleioporus australiacus, grenouille également grosse et verruqueuse. Toutefois, cette dernière a des pupilles verticales et des iris gris-argenté et non pas dorés. Les jeunes crapauds peuvent être confondus avec des espèces du genre Uperoleia, mais les adultes de ce genre peuvent être facilement différenciés par l'absence de coloration vive au niveau de l'aine et de la cuisse. Aux États-Unis, le Crapaud buffle ressemble fortement à d'autres espèces des Bufonidae. On peut notamment le confondre avec Anaxyrus terrestris, qui possède néanmoins deux bulbes caractéristiques devant les glandes parotoïdes.

## Écologie, comportement et cycle de reproduction

### Cri
Le Crapaud buffle possède un coassement puissant, que l'on entend très bien la nuit dans les régions où on le rencontre comme la forêt amazonienne.

### Alimentation
Le Crapaud buffle repère ses proies principalement par la vue, mais peut également utiliser son odorat. Son régime alimentaire est très varié. En plus de ses proies classiques que sont les petits rongeurs, les petits reptiles, d'autres amphibiens, des oiseaux et une grande variété d'invertébrés, il peut parfois manger des plantes, de la nourriture pour chien ou des déchets ménagers. Il saisit ces proies avec sa langue, qu'il déploie très rapidement en quelques centièmes de secondes. Le Crapaud buffle a pour habitude d'avaler ses proies entières.
Les têtards se nourrissent d'algues et d'autres plantes aquatiques qu'ils râpent grâce à leurs cinq rangées de minuscules dents. Ils filtrent également l'eau pour en extraire de la matière organique. Les têtards de plus grande taille peuvent parfois consommer des œufs de leur propre espèce ainsi que des têtards plus jeunes. En Australie, le cannibalisme est la principale cause de mortalité des jeunes.

### Reproduction

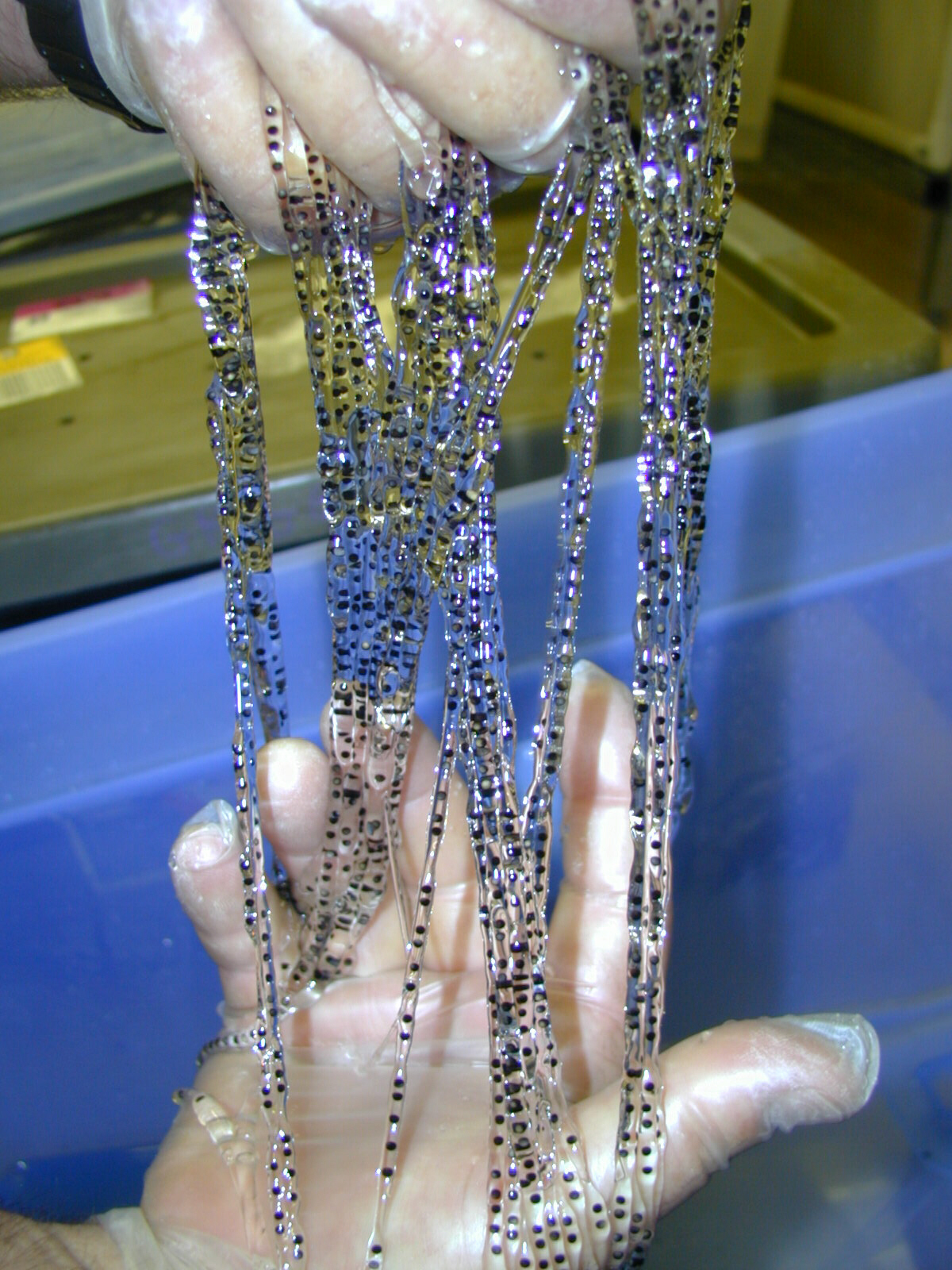
Ponte de Rhinella marina

Les femelles, matures à partir de l'âge de deux ans, pondent entre 8 000 et 25 000 œufs, qui forment de longues chaînes gélatineuses pouvant mesurer jusqu'à 20 mètres de longueur,. Les œufs sont noirs et couverts par une membrane. Ils mesurent entre 1,7 et 5 mm de diamètre. L'œuf devient têtard d'autant plus vite que la température est haute. Les têtards éclosent après 48 heures généralement, mais ce laps de temps peut varier entre 14 heures et presque une semaine. Ce sont des centaines de petits têtards noirs avec une petite queue qui éclosent en même temps. Il faut entre 12 et 60 jours (4 semaines en général) pour que le têtard deviennent un petit crapaud. Tout comme l'adulte, l'œuf et le têtard sont toxiques pour de nombreux animaux.

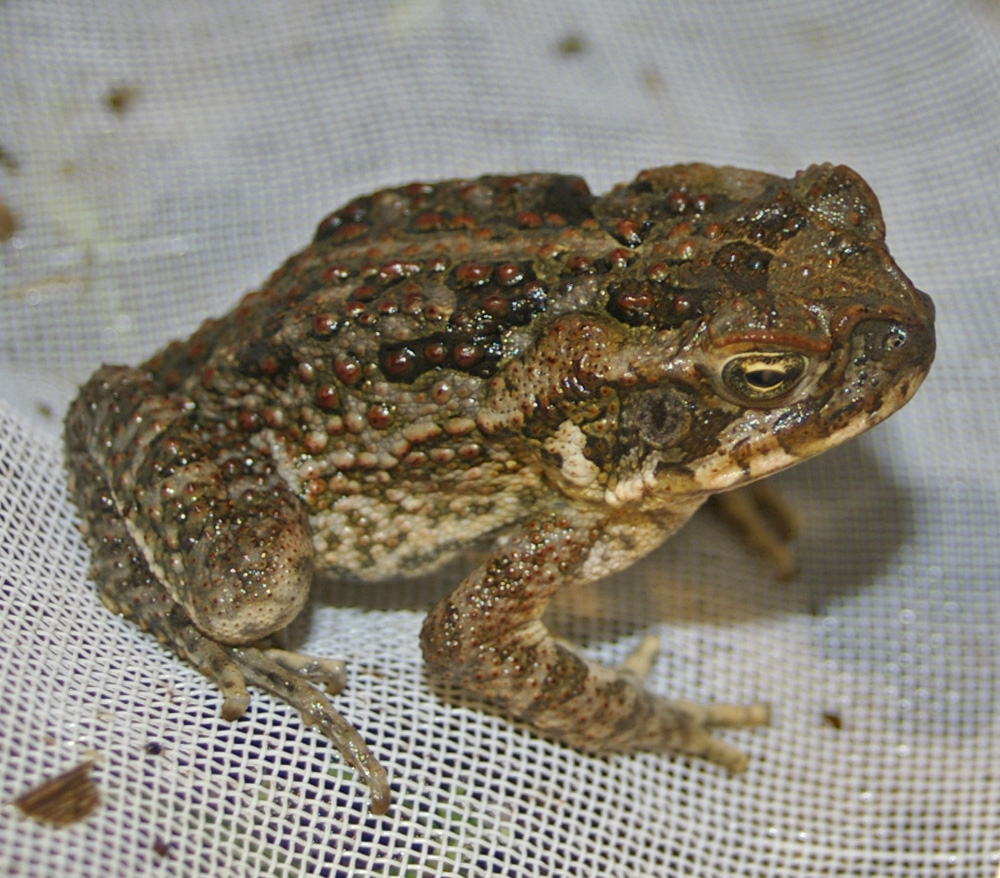
Jeune individu (Darwin, Territoire du Nord, Australie, 2008).

Après leur métamorphose, les petits crapauds mesurent environ 10 à 11 mm de long, et grandissent rapidement. Bien que la vitesse de croissance dépende de la région, de la période de l'année et du sexe de l'animal, Zug et Zug ont évalué qu'elle se faisait à 0,647 mm/jour de moyenne au début, puis ralentit par la suite à une moyenne de 0,373 mm/jour. Le ralentissement de la croissance intervient généralement quand le crapaud atteint la maturité sexuelle. Cette croissance rapide est indispensable à la survie du Crapaud buffle, car pendant la période qui suit la métamorphose et avant qu'il ne soit adulte, il perd la toxicité qui le protégeait lorsqu'il est têtard, et n'a pas encore de glandes parotoïdes productrices de bufotoxines. Du fait de cette absence de défenses, on estime que seuls 0,5 % des crapauds atteignent le stade adulte,.
De la même manière que la vitesse de croissance, l'âge auquel le crapaud atteint la maturité sexuelle varie en fonction de sa localisation. En Nouvelle-Guinée, la maturité sexuelle est atteinte par les femelles lorsque celles-ci mesurent entre 7 et 8 cm, tandis qu'au Panama il faut attendre qu'elles mesurent entre 9 et 10 cm de long. Dans des zones tropicales, leur habitat d'origine, la reproduction peut avoir lieu à n'importe quel moment de l'année, mais sous des climats subtropicaux elle se produit uniquement pendant les périodes les plus chaudes qui correspondent au début de la saison des pluies.
Le Crapaud buffle peut supporter des températures maximales de 40 à 42 °C et minimales de 10 à 15 °C. Il est toutefois parfois amené à s'adapter quand il arrive dans un nouvel environnement, et peut alors survivre au-delà de ces valeurs. Le Crapaud buffle est très tolérant à la déshydratation. Une étude a montré qu'il pouvait supporter une perte d'eau correspondant à 52,6 % de l'eau de son corps, ce qui lui permet de survivre sous des climats non tropicaux.

### Prédateurs
Le Crapaud buffle compte plusieurs prédateurs dans son habitat d'origine. Les principaux sont le Caïman à museau large (Caiman latirostris), le Serpent coco (Leptodeira annulata), les anguilles (famille des Anguillidae), diverses espèces de killis, Kuhlia rupestris, des espèces de poisson-chat (ordre des Siluriformes) et des espèces d'ibis (sous-famille des Threskiornithinae). En dehors de ses régions d'origine, les prédateurs qu'ils rencontrent sont le Milan siffleur (Haliastur sphenurus), le Rakali (Hydromys chrysogaster), le rat noir (Rattus rattus) et le Varan malais (Varanus salvator). Certains observateurs ont rapporté que le Podarge gris (Podargus strigoides) et le Podarge papou (Podargus papuensis) se nourrissaient occasionnellement de Crapauds buffles. Des chercheurs australiens de l'université de Sydney ont aussi observé qu'une espèce de fourmi carnivore, Iridomyrmex purpureus, s'attaquait également au Crapaud buffle, et n'était pas sensible à son poison.
Les têtards sont des proies pour diverses espèces comme les larves de libellules, des scarabées aquatiques, la tortue Elseya latisternum ou le serpent Tropidonophis mairii. Ce dernier consomme également parfois de jeunes crapauds, et il a été montré qu'il pouvait tolérer les toxines du Crapaud buffle à des taux faibles. Certains prédateurs ne consomment que la langue du crapaud, d'autres mangent le ventre et les organes internes, peu toxiques.

### Défenses

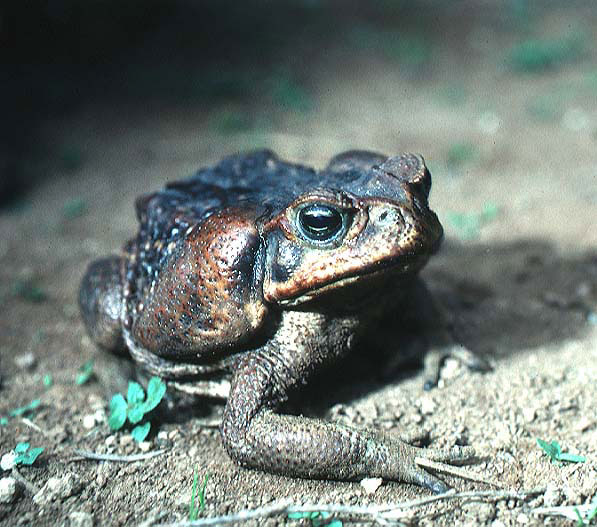
Un spécimen de Rhinella marina du Salvador. Les glandes parotoïdes sont visibles derrière les yeux.

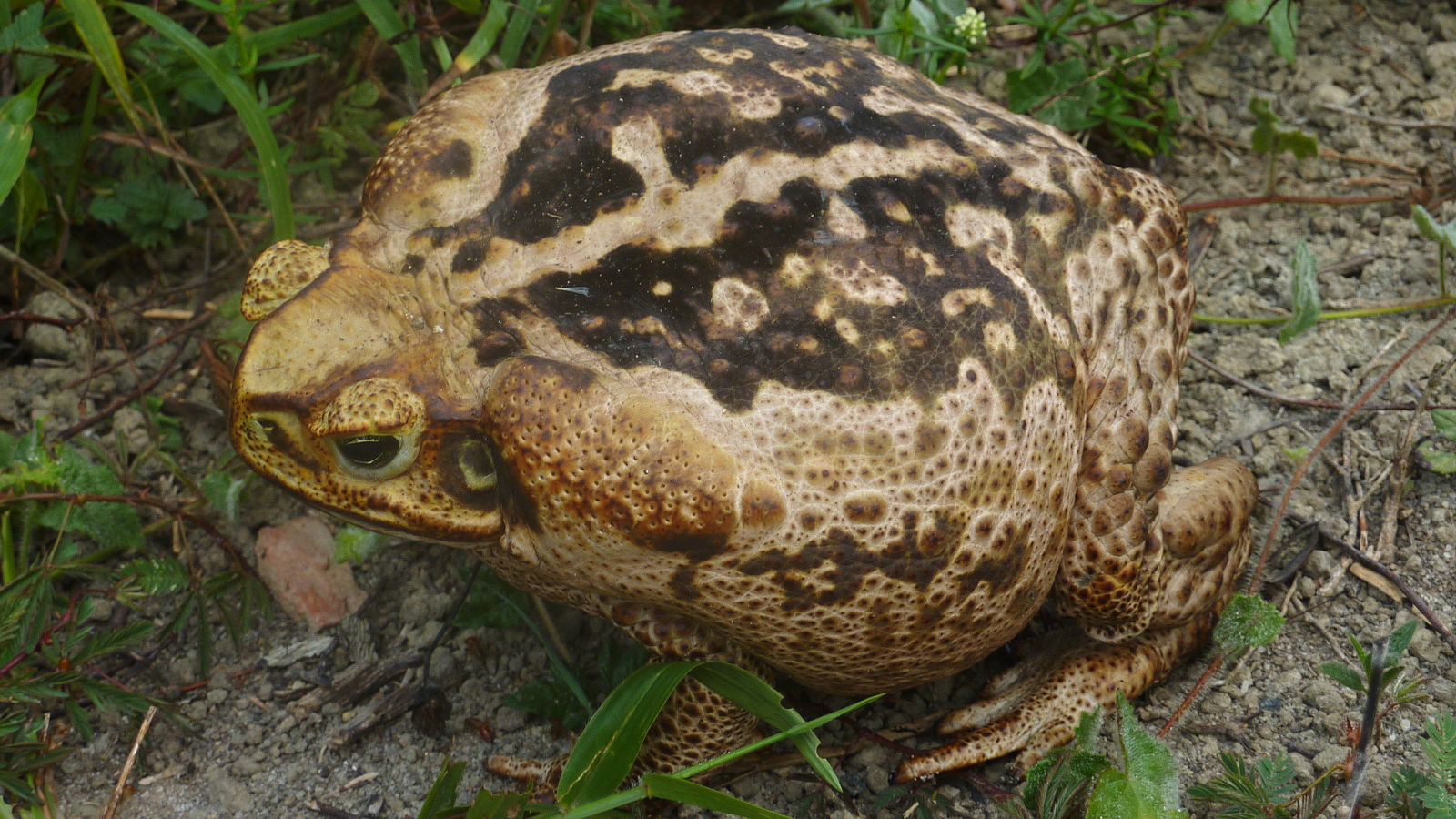
Crapaud buffle gonflé d'air

Le Crapaud buffle adulte a de grosses glandes parotoïdes derrière les yeux, et d'autres glandes sont situées sur son dos. Quand il est menacé, ces glandes sécrètent un liquide blanc-laiteux connu sous le nom de bufotoxine. Cette substance est toxique pour de nombreux animaux et provoque un arrêt cardiaque. Des cas de morts humaines ont été attribués à la consommation de Crapaud buffle. En dehors de son ingestion, le Crapaud buffle n'est pas dangereux pour l'Homme, sauf si le poison qu'il projette touche les muqueuses et notamment les yeux, où il provoque une intense douleur, une cecité temporaire et une inflammation.
La bufoténine (5-hydroxy-N,N-diméthytryptamine), un des composants chimiques excrétés par le crapaud dans la bufotoxine, est considérée comme une drogue de classe 1 par la législation australienne, de la même manière que l'héroïne ou la marijuana. Les effets de la bufoténine semblent similaires à ceux d'un empoisonnement léger, avec de petites hallucinations qui durent moins d'une heure. Comme le Crapaud buffle sécrète la bufoténine en faibles quantités, et d'autres substances toxiques en quantités plus importantes, la pratique consistant à lécher ce crapaud peut rendre très malade, voire entraîner la mort.
En plus de ses toxines, le Crapaud buffle est capable d'inspirer une grande quantité d'air dans ses poumons pour gonfler son corps, et paraître ainsi plus grand et plus gros face à un prédateur.

## Distribution et habitat

### Distribution géographique

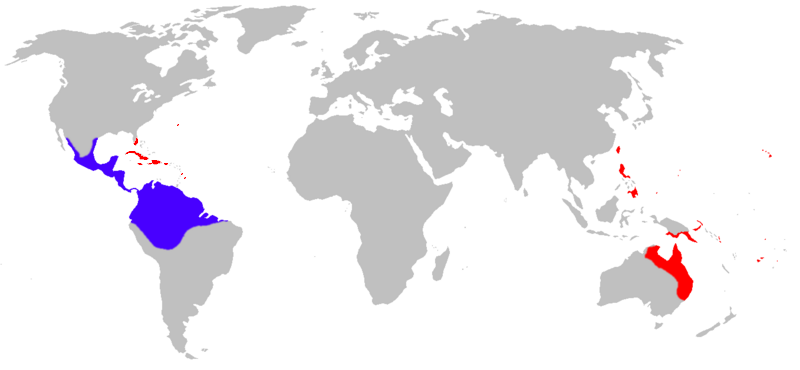
Originaire
Introduit

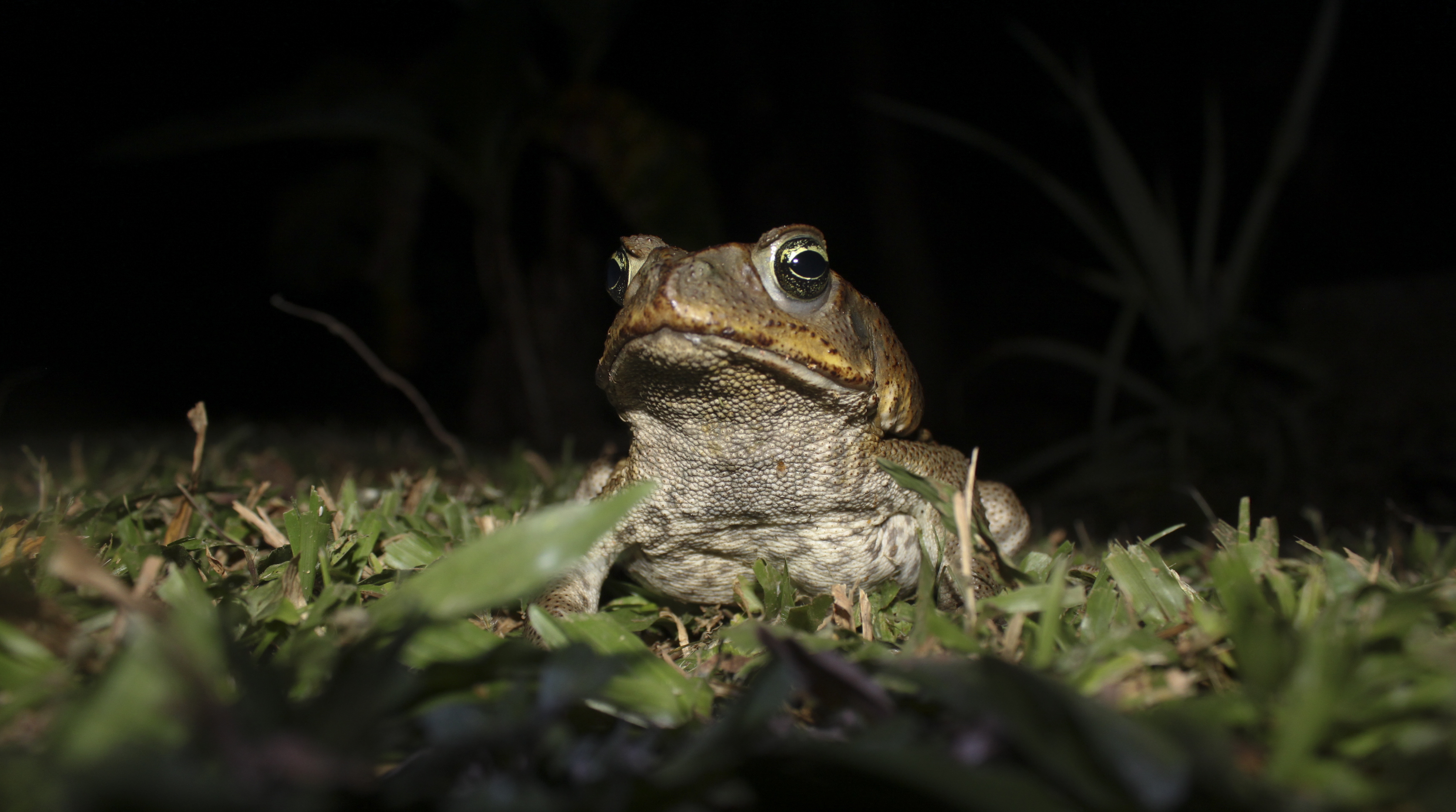
Crapaud buffle au Panama.

Le Crapaud buffle est originaire d'Amérique tropicale. On le rencontre ainsi dans une vaste partie septentrionale de l'Amérique du Sud, incluant notamment la partie amazonienne, mais également en Amérique Centrale et plus au nord jusqu'à la vallée du Rio Grande, à l'extrémité sud du Texas,. En outre, cet animal a été introduit dans de très nombreux pays, et sa distribution s'étale aujourd'hui bien au-delà de ces limites. Il est ainsi présent dans le sud de Floride, sur plusieurs îles des Caraïbes comme Porto Rico, la Jamaïque, la Guadeloupe et la Martinique ou à Hawaï. Il a aussi été introduit sur d'autres continents comme l'Océanie, où il a colonisé un très grand nombre d'îles des Philippines et de la Papouasie-Nouvelle-Guinée, aux îles Fidji ainsi que la partie nord-est de l'Australie. On peut observer que la densité de crapauds est bien moindre dans sa région d'origine que dans les régions où il a été introduit. Ainsi, on compte 20 adultes sur 100 mètres de rive en Amérique, soit 50 à 100 fois moins qu'en Australie.

### Habitat
Contrairement à ce que le nom scientifique Rhinella marina peut laisser présager, le Crapaud buffle est exclusivement terrestre, s'aventurant seulement en eau douce pour pondre. Le Crapaud buffle vit dans les prairies et les bois humides, et montre également une attirance particulière pour les milieux artificiellement modifiés par l'homme comme les jardins, les fossés de drainage, les plantations de canne à sucre, les chemins ou les parcs. Dans son habitat d'origine, le crapaud peut aussi être rencontré en forêts subtropicales, bien que le feuillage dense limite ses déplacements. C'est un animal nocturne que l'on peut rencontrer la journée sous des arbres tombés à terre, des feuilles de cocotiers ou toutes sortes d'abris similaires.
Le Crapaud buffle pond ses œufs dans l'eau, dans des mares, des étangs, des fossés, des ruisseaux ou des canaux. Les têtards peuvent supporter des concentrations salines équivalentes à 15 % de celle de l'eau de mer. Ils résistent également à des températures élevées.

## Le Crapaud buffle et l'homme

### Espèce invasive

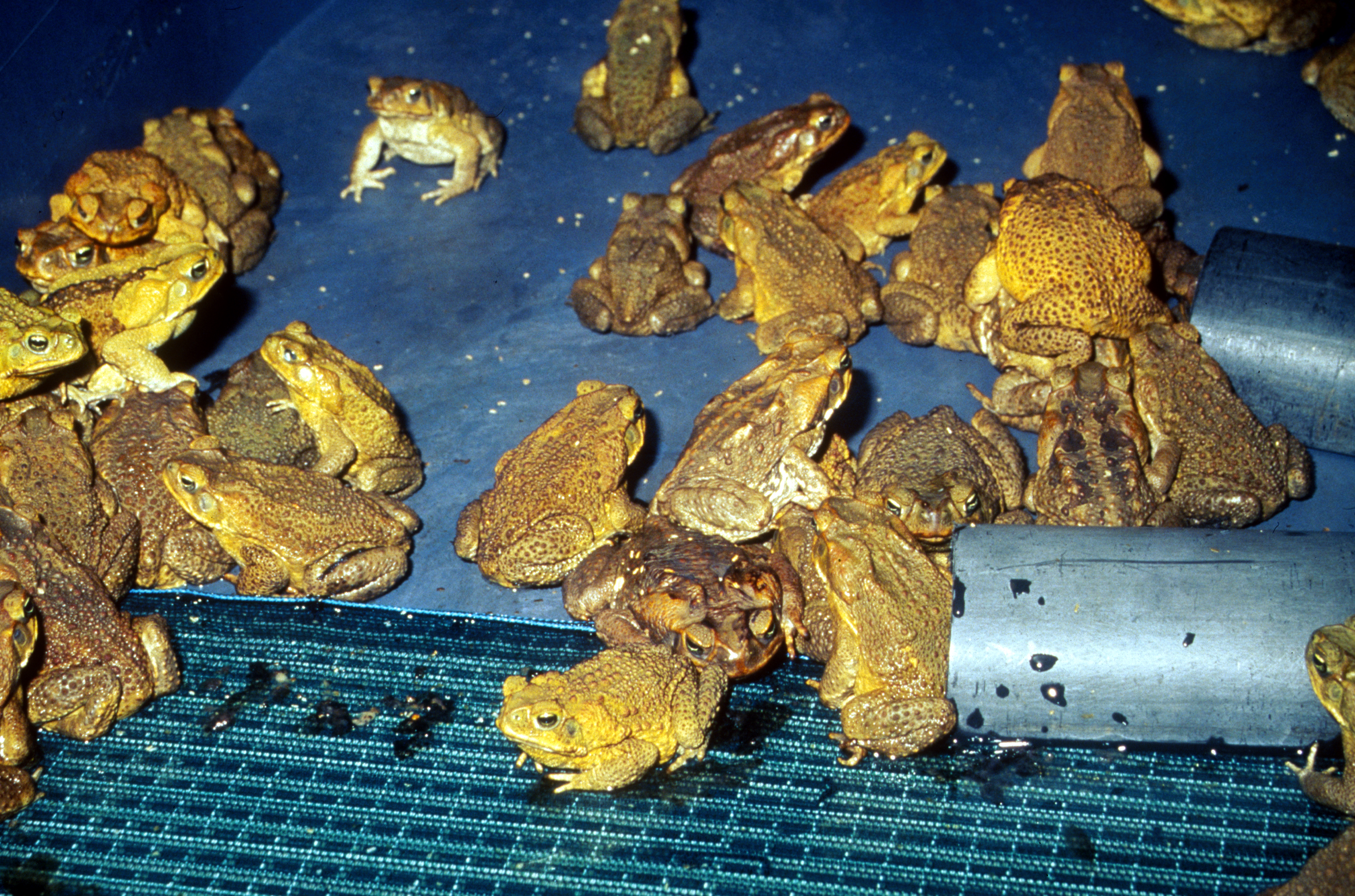
Rhinella marina (en Australie).

Le Crapaud buffle a été introduit dans diverses régions du monde, notamment dans le Pacifique, pour lutter contre les nuisibles en agriculture. Ces introductions ont généralement été bien planifiées, et le Crapaud buffle est certainement l'espèce introduite la mieux étudiée.
Avant les années 1840, il a donc été introduit en Martinique et à la Barbade à partir d'animaux provenant de Guyane française et du Guyana. Il est introduit en Jamaïque en 1844 pour réduire la population de rats. Malgré sa visible incapacité à contrôler la population de rongeurs, il est introduit à Porto Rico au début du XXe siècle dans l'espoir qu'il limite l'infestation de coléoptères qui ravagent les plantations de canne à sucre. Ce programme de lutte contre les coléoptères se montre fructueux, ce qui conduit les scientifiques des années 1930 à promouvoir ce type de programme comme une solution idéale aux nuisibles en agriculture.
Ainsi, de nombreux pays du Pacifique imitent Porto Rico et introduisent le crapaud dans les années 1930. Des introductions ont notamment lieu en Australie, en Floride, en Papouasie-Nouvelle-Guinée, aux Philippines, dans les îles Ogasawara et Ryūkyū au Japon. Au Japon, il a d'abord été introduit à l'est d'Okinawa, sur des îles de l'archipel Daitō, avant guerre, puis, en 1949, sur celles de l'archipel d'Ogasawara, avant de l'être, en 1978, sur l'île d'Ishigaki afin d'éradiquer les insectes déprédateurs de la canne à sucre (Saccharum officinarum),. Il fait son apparition sur l'île d'Iriomote en 2001.
Le Crapaud-Buffle est présent dans la plupart des îles des Caraïbes et bien d'autres îles du Pacifique comme Hawaï, ou les îles Fidji. Depuis, le Crapaud buffle est devenu un nuisible dans de nombreux pays et constitue une menace pour les espèces endémiques.

#### Australie

Invasion progressive de l'Australie par le Crapaud buffle.

À la suite du succès apparent du Crapaud buffle pour détruire les populations de coléoptères dans les cannes à sucre de Porto Rico et les introductions fructueuses à Hawaï et aux Philippines, l'idée de l'introduire en Australie pour détruire les nuisibles qui ravagent les champs de cannes du Queensland devient de plus en plus pressante. 102 crapauds mâles et femelles sont donc collectés à Hawaï et emmenés en Australie. Après un premier lâcher en août 1935, le Commonwealth Department of Health décide d'interdire toute nouvelle introduction tant que le comportement alimentaire de ce crapaud n'est pas clairement étudié. Une étude est donc réalisée et l'interdiction est levée en 1936. Des lâchers massifs ont lieu en mars 1937, et pas moins de 62 000 jeunes crapauds sont lâchés dans la nature,. Le Crapaud buffle s'établit clairement dans le Queensland, la population augmentant de manière exponentielle et étendant son aire de répartition vers le Territoire du Nord et la Nouvelle-Galles du Sud,.

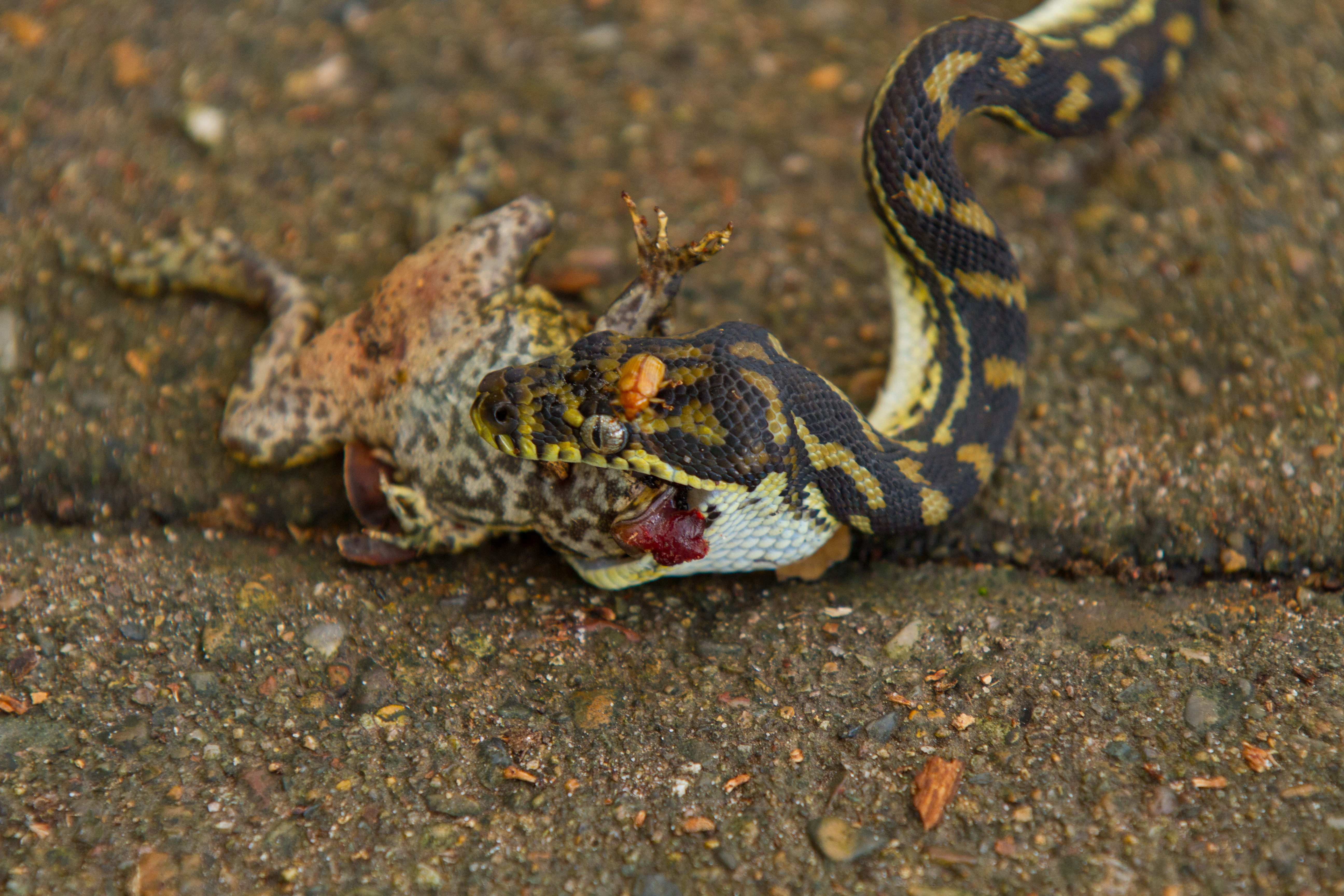
Jeune Python tapis (Morelia spilota) tué par le venin de sa proie.

Tyler considère que ce crapaud a été inefficace pour réduire la population de coléoptères à laquelle il devait s'attaquer, notamment à cause des abris insuffisants que les jeunes plants de cannes leur offraient pour passer la journée, mais aussi parce que l'un des coléoptères contre lequel il était censé lutter, Dermolepida albohirtum, se trouve rarement au sol à la portée du crapaud. À la suite de son introduction, le Crapaud buffle a eu des conséquences importantes sur la biodiversité australienne. Le nombre de reptiles prédateurs comme les varans Varanus mertensi, Varanus mitchelli et Varanus panoptes, les serpents Pseudechis australis et Acanthophis antarcticus, et le crocodile Crocodylus johnstoni a décliné, tandis que certains reptiles qui constituaient les proies des premiers ont vu leurs effectifs augmenter comme le lézard de la famille des Agamidae Lophognathus gilberti, proie de Varanus ponaptes,.
Il est maintenant considéré lui-même comme un nuisible et une espèce invasive dans beaucoup de régions où il a été introduit et tout particulièrement en Australie où il a engendré dans sa descendance des individus aux pattes plus longues, et plus gros. Dans ce seul pays, sa population aurait atteint environ 200 millions d'individus en 2009. Cette espèce s'adapte également à la vie urbaine et on s'attend à le voir un jour apparaître dans de grandes villes comme Perth, Adélaïde ou Melbourne, car il progresse d'environ 60 kilomètres par an.
On cherche aujourd'hui à bloquer sa propagation, de diverses manières. Ainsi chaque année est organisé à Townsville, dans le nord du Queensland, le « Toad Day Out » durant lequel des centaines d'Australiens se mobilisent pour capturer les crapauds, qui sont soigneusement triés par des spécialistes puis éliminés. La fourmi carnivore pourrait aussi constituer un moyen de lutte contre l'animal, car elle est insensible à son poison et le crapaud n'a pas la réactivité et l'agilité des grenouilles locales pour lui échapper.

#### Caraïbes
Le Crapaud buffle est introduit dans diverses îles des Caraïbes pour lutter contre les nuisibles qui infestent les cultures locales. Bien qu'il se soit développé par lui-même sur certaines îles comme la Barbade et la Jamaïque, d'autres introductions se sont soldées par des échecs comme à Cuba avant 1900 et en 1946, et sur les îles de la Dominique et de Grand Cayman.
Les premières introductions ont lieu à la Barbade et à la Martinique. À la Barbade, les introductions visent à établir un contrôle biologique de la population de nuisibles qui ravagent les plantations de canne à sucre. Toutefois, de manière similaire à l'expérience australienne, la population de crapauds croît sans pour autant faire décliner les nuisibles. En Martinique, les crapauds importés depuis la Guyane française avant 1944 permettent une diminution du nombre de moustiques et de courtilières. La Jamaïque a vu les premiers crapauds arrivés vers 1884 en provenance de la Barbade pour maîtriser la prolifération des rongeurs. Le crapaud s'installe avec succès sur l'île mais il se montre inefficace pour lutter contre les rats. D'autres introductions ont lieu à Antigua avant 1916 — bien que la première introduction semble avoir été un échec et que ce sont de nouveaux essais après 1934 qui ont conduit à l'implantation du crapaud sur l'île — et à Montserrat, où il est implanté depuis 1879 et a une population suffisamment grande pour s'être maintenue malgré l'éruption de la Soufrière en 1995.
En 1920, le Crapaud buffle est introduit à Porto Rico pour maîtriser la population d'espèces de Phyllophaga, nuisibles de la canne à sucre. Avant cela, les insectes étaient ramassés à la main, et l'introduction du crapaud a permis de réduire les frais de main d'œuvre. La population d'insectes diminue alors de manière spectaculaire, et le Crapaud buffle en est cité comme le principal responsable lors de l'International Sugar Cane Technologists à Porto Rico. Entre 1931 et 1937, alors que la population d'insectes diminue fortement et que les crapauds se font de plus en plus nombreux, on enregistre les plus importantes précipitations jamais observées à Porto Rico. Néanmoins, on continue de considérer que le crapaud a eu un rôle essentiel, comme le montre également un article de Nature titré « Toads save sugar crop », et cela conduit à des introductions à grande échelle un peu partout dans le Pacifique.
Plus récemment, le Crapaud buffle a été observé à Carriacou et à la Dominique, bien que les introductions se soient révélées être des échecs dans ces îles.
Comme en Australie, l'arrivée du Crapaud buffle n'est pas sans conséquences sur la faune endémique des Caraïbes. Ainsi, on estime que le Crapaud buffle cause d'importantes pertes chez les boas de la Jamaïque (Epicrates subflavus), un des principaux prédateurs terrestres de l'île éponyme, qui cherchent à s'en nourrir. Le boa ne semble toujours pas avoir appris à éviter cette proie, bien que le crapaud soit présent dans ces îles depuis plus d'un siècle.

#### Fidji
Le Crapaud buffle a été introduit aux Fidji pour détruire les insectes qui infestent les plantations de canne à sucre. Cette introduction, imaginée en 1933, fait suite aux essais réussis de Porto Rico et Hawaï. Après avoir étudié les éventuels effets secondaires, le gouvernement donne son accord en 1953 et 67 spécimens sont alors importés d'Hawaï. Une fois la population de crapauds établie sur l'île, une étude de 1963 observe que son régime alimentaire comprend aussi bien des invertébrés nuisibles que d'autres bénéfiques, et son effet est donc considéré comme « économiquement neutre ». Aujourd'hui le Crapaud buffle est présent sur toutes les principales îles des Fidji. Ils semblent légèrement plus petits que leurs congénères d'autres régions.

#### Nouvelle-Guinée
Le Crapaud buffle est introduit avec succès en Nouvelle-Guinée pour lutter contre les larves de Sphingidae qui s'attaquent aux cultures de patate douce. Le premier lâcher a lieu en 1937 à partir de crapauds venus d'Hawaï, et un second lâcher a lieu la même année avec des animaux provenant cette fois d'Australie. Il semble qu'un troisième lâcher a lieu en 1938, concernant des crapauds utilisés pour réaliser des tests de grossesse — plusieurs espèces de crapauds se montrent efficaces dans cette tâche et ils sont employés durant 20 ans à la suite de l'annonce de cette découverte en 1948,. Les premiers rapports indiquent que le crapaud est efficace pour diminuer les dégâts des vers et qu'il permet une amélioration des rendements en patates douces. Ces premiers lâchers sont donc suivis d'un développement des crapauds un peu partout dans la région, bien que leur efficacité sur les autres cultures, comme celle des choux, soit mise en question — quand les crapauds sont introduits à Wau, ils quittent rapidement les plantations de choux qui leur offrent un abri insuffisant pour la forêt et son couvert végétal plus dense. Une situation similaire s'est rencontrée dans les plantations de cannes australiennes, mais Tyler suggère que ce cas n'était pas connu en Nouvelle-Guinée. Le Crapaud buffle est depuis devenu abondant dans les zones urbaines comme rurales.

#### États-Unis
Le Crapaud buffle est naturellement présent au sud du Texas, mais il a été introduit de manière délibérée ou accidentelle dans diverses autres régions du pays, notamment en Floride et sur l'île d'Hawaï, et avec moins de succès en Louisiane.
Les premières tentatives d'introduction de l'espèce en Floride en 1936 et 1944 pour détruire les nuisibles des cannes à sucre se soldent par des échecs, le crapaud ne proliférant pas suffisamment pour accomplir sa tâche. Il en est de même de quelques essais ultérieurs,. Toutefois, le crapaud s'installe de manière plus stable en Floride après que des individus s'échappèrent accidentellement dans la nature à l'aéroport international de Miami en 1957. Des lâchers délibérés par des trafiquants d'animaux en 1963 et 1964 ont conduit à propager l'espèce dans divers points de Floride,. Aujourd'hui le Crapaud buffle est bien implanté dans cet État, de Florida Keys à Tampa au nord, et étend progressivement son aire d'influence vers le nord. Bien que sa présence soit vue par certains comme une nuisance, il ne semble pas perturber les écosystèmes locaux.
Environ 150 Crapauds buffles ont été introduits à Oahu à Hawaï en 1932, et la population atteint 105 517 individus après 17 mois. Les crapauds sont envoyés sur d'autres îles et plus de 100 000 crapauds sont introduits d'ici juillet 1934, plus de 600 000 ayant été transportés.

### Autres utilisations

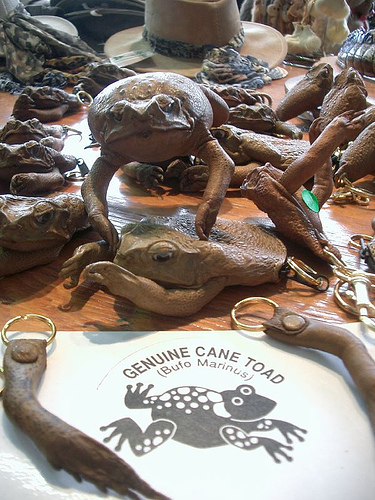
Objets à base de Rhinella marina.

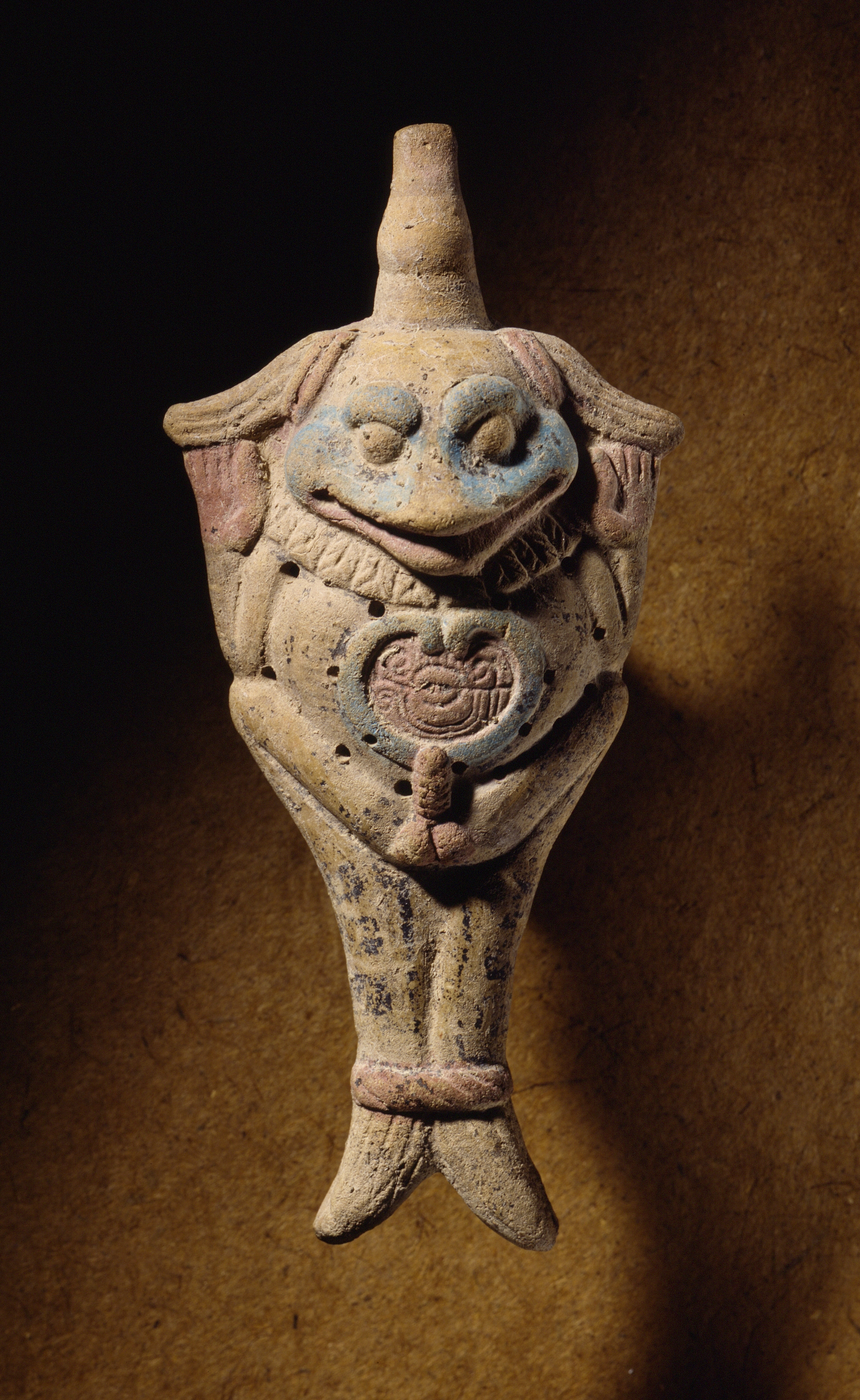
Ocarina en forme de crapaud datant entre 700-900 ap. J.-C. provenant du sud du Veracruz

Mis à part son intérêt précédemment énoncé pour maîtriser les nuisibles dans les cultures, le Crapaud buffle est employé pour diverses utilisations commerciales ou non commerciales. Traditionnellement, dans sa région d'origine en Amérique du Sud, les indigènes Emberas et Wounaans récupéraient la toxine sécrétée par les crapauds pour en enduire leurs flèches. Il semble également que ces toxines ont été utilisées par les Olmèques comme narcotique. Des restes de crapauds en très grande quantité ont été découverts dans le site archéologique de San Lorenzo. Au XVIIe siècle Thomas Gage rapporte que le crapaud était ajouté par les Mayas des hauts plateaux à leur préparation de tabac pour en augmenter les propriétés intoxicantes. Certaines tribus dont les Mayas Quichés du Guatemala sont connues pour l'utiliser afin d'induire des transes extatiques en appliquant la peau de l'animal directement sur une plaie ouverte. Il fut chassé pour sa chair dans certaines régions du Pérou, et consommé après avoir été dépouillé soigneusement de sa peau et de ses glandes parotoïdes. Plus récemment, les toxines de ce crapaud ont trouvé diverses applications : la bufoténine est utilisée au Japon comme aphrodisiaque, et en Chine en chirurgie cardiaque afin d'abaisser le rythme cardiaque des patients. Cette utilisation en médecine existait déjà au Mexique, où on a observé dans les années 1970 que certains guérisseurs locaux utilisaient entre autres comme remèdes une pâte fermentée issue d'un mélange de parotoïdes de Crapaud buffle, de chaux éteinte et de cendres, consommée en décoction.
Le Crapaud buffle peut également être utilisé pour faire des tests de grossesse, comme animal de compagnie, pour la recherche en laboratoire et pour la production d'objets en cuir. Les tests de grossesse ont été réalisés au milieu du XXe siècle en injectant l'urine d'une femme dans les sacs lymphatiques d'un crapaud mâle, et si des spermatozoïdes apparaissaient dans l'urine du crapaud la femme était diagnostiquée enceinte. Ces tests étaient plus rapides que ceux impliquant des mammifères et, bien que la découverte originale de 1948 portât sur Rhinella arenarum, il fut rapidement avéré qu'il est envisageable avec bien d'autres espèces d'anoures, dont le Crapaud buffle. Il fut donc employé dans cette tâche durant une vingtaine d'années. En laboratoire, ce crapaud présente de nombreux avantages : on peut le trouver en très grand nombre et il est facile à maintenir en captivité pour un coût peu élevé. Les premières expérimentations à partir du Crapaud buffle eurent lieu dans les années 1950, et dans les années 1960 un très grand nombre d'individus est collecté pour être envoyé dans les grandes écoles et les universités. Depuis lors, certains États australiens ont mis en place une régulation stricte des importations. Même morts ces crapauds ont une certaine valeur. En effet leur peau peut permettre la confection de divers objets en cuir, et on peut les retrouver sous diverses formes dans les boutiques pour touristes. Des tentatives pour utiliser les corps comme engrais ont également été menées.

### Culture populaire
La peau de crapaud buffle séchée entre dans la composition des potions utilisées dans le culte vaudou à Haïti, et censées créer des zombies.
En Australie, le crapaud buffle s'est tellement multiplié qu'il est devenu l'un des emblèmes de l'État du Queensland où il a particulièrement proliféré. Il est également au cœur d'un épisode de la série Les Simpson paru sous le titre Bart contre l'Australie qui reprend la colonisation de l'Australie par cet amphibien. En 2010 est sorti un documentaire réalisé par Mark Lewis : Cane Toads: The Conquest, qui reprend l'histoire de l'invasion de l'Australie par cet animal et les problèmes qui en découlent sur un ton assez humoristique. Ce film fait suite à un premier documentaire du même réalisateur sorti en 1988 : Cane Toads: An Unnatural history.

## Taxinomie
À l'origine, les crapauds buffles étaient utilisés pour se débarrasser des nuisibles dans les plantations de canne à sucre. C'est de là qu'ils tirent leur dénomination anglaise de « cane toad » (« crapaud des cannes »). Le Crapaud buffle fait partie des espèces décrites par Carl von Linné au XVIIIe siècle dans son ouvrage Systema naturae dès la première édition, en 1735. Linné s'appuie sur une illustration du zoologiste Albertus Seba, qui a cru par erreur que ce crapaud vivait à la fois dans des écosystèmes terrestres et marins, pour donner le nom de « marinus » à ce crapaud.

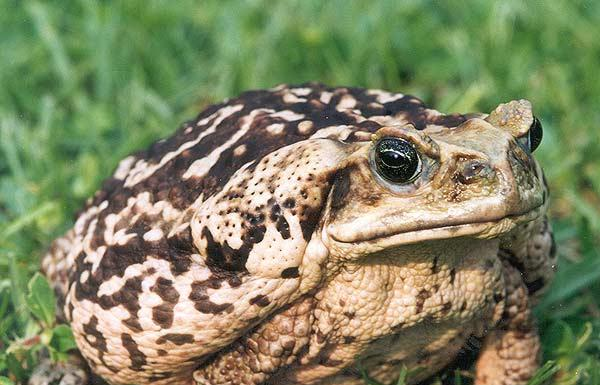
Un Crapaud buffle à la robe particulière à Tampa en Floride.

Au fil du temps, le Crapaud buffle a été décrit sous de très diverses dénominations scientifiques, parmi lesquelles on trouve notamment les suivantes :
- Rana marina Linnaeus, 1758
- Bufo marinus (Linnaeus, 1758)
- Bufo brasiliensis Laurenti, 1768
- Rana gigas Walbaum, 1784
- Rana humeris-armata Lacépède, 1788
- Bufo agua Latreille, 1801
- Bufo horridus Daudin, 1802
- Bufo humeralis Daudin, 1803
- Bombinator maculatus Merrem, 1820
- Rana maxima Merrem, 1820
- Bufo maculiventris Spix, 1824
- Bufo lazarus Spix, 1824
- Bufo albicans Spix, 1824
- Bufo horribilis Wiegmann, 1833
- Bufo marinus var. fluminensis Jiménez de la Espada, 1875
- Bufo marinus var. napensis Jiménez de la Espada, 1875
- Bufo pithecodactylus Werner, 1899
- Bufo angustipes Taylor & Smith, 1945

### Publications originales
- Espèce Rhinella marina Linnaeus, 1758 :
  - [PDF] (la) Carl von Linnaeus, Systema naturae per regna tria naturae, secundum classes, ordines, genera, species, cum characteribus, differentiis, synonymis, locis, t. I, Holmiae (Laurentii Salvii), 1758, 10e éd., 555 p. (lire en ligne), p. 211« R. ſcapulis gibboſis, clunibus nodoſis. Habitat in America. Palmae tetradactylae fiſſae; Plantae pentadactylae ſubfiſſae. »
- Synonymes :
  - (la) Laurenti, Specimen medicum, exhibens synopsin reptilium emendatam cum experimentis circa venena et antidota reptilium austriacorum, Vienna Joan Thomae, 1768, 1-217 p. (lire en ligne)
  - (de) Walbaum, Beschreibung eines Meerfrosches, vol. 5, Schriften der Berlinischen Gesellschaft Naturforschender Freunde, 1784, 230-245 p.
  - (fr) Lacépède, Histoire Naturelle des Quadrupèdes Ovipares et des Serpens, des Poisson et des Cetaces, vol. 2, 1788, 462 p. (lire en ligne).
  - (fr) Sonnini de Manoncourt et Latreille, Histoire naturelle des reptiles : avec figures dessinées d'apres nature, vol. 2, 1801, 1–332 p. (lire en ligne).
  - (fr) Daudin, Histoire naturelle des rainettes, des grenouilles et des crapauds, 1802, 1-108 p. (lire en ligne)
  - (fr) Daudin, Histoire Naturelle, Générale et Particulière des Reptiles; Ouvrage Faisant suit à l'Histoire Naturelle Générale et Particulière, Composée par Leclerc de Buffon; et Rédigée par C.S. Sonnini, Membre de Plusieurs Sociétés Savantes, vol. 8, 1803
  - (de) Merrem, Versuch eines Systems der Amphibien, Marburg, Tentamen Systematis Amphibiorum, 1820 (lire en ligne)
  - (la) Spix, Animalia nova sive species novae testudinum et ranarum, quas in itinere per Brasiliam annis 1817-1820, 1824 (lire en ligne)
  - (de) Wiegmann, Herpetologische Beiträge. I. Über die Mexicanischen Kröten nebst Bemerkungen über ihnen verwandte Arten anderer Weltgegenden, vol. 26, Isis von Oken, 1833, 651–662 p. (lire en ligne)
  - (es) Jiménez de la Espada, Vertebrados del viaje al Pacifico : verificado de 1862 a 1865 por una comisión de naturalistas enviada por el Gobierno Español : batracios, 1875, 1-208 p. (lire en ligne)
  - (de) Werner, Über Reptilien und Batrachier aus Columbien und Trinidad, vol. 49, Vienne, Verhandlungen der Zoologisch-Botanischen Gesellschaft, 1899, 470–484 p. (lire en ligne)
  - (en) Taylor et Smith, Summary of the collections of amphibians made in México under the Walter Rathbone Bacon traveling scholarship, vol. 95, Proceedings of the United States National Museum, 1945, 521-613 p. (lire en ligne)

### Bibliographie

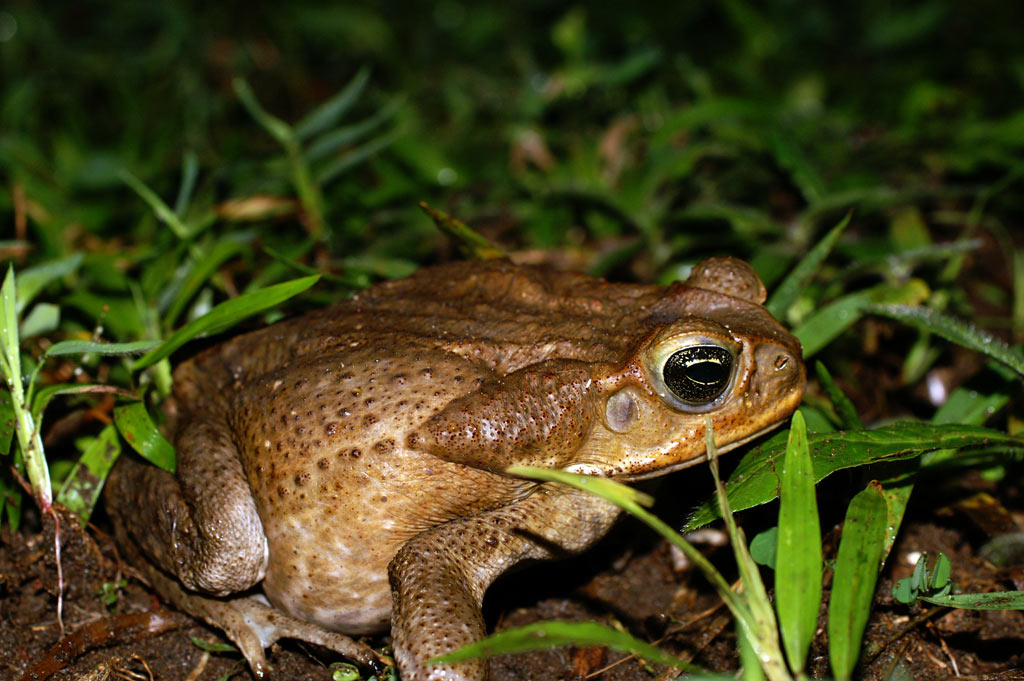
Crapaud buffle